# Ophiuche diagonalis
Ophiuche diagonalis är en fjärilsart som beskrevs av Fabricius 1794. Ophiuche diagonalis ingår i släktet Ophiuche och familjen nattflyn. Inga underarter finns listade i Catalogue of Life.